# Neil Cicierega
Neil Stephen Cicierega (23 de agosto de 1986) es un creador de películas estadounidense, youtuber, animador, y músico. Es conocido como el creador de Potter Puppet Pals, una parodia de marionetas de Harry Potter, The Ultimate Showdown of Ultimate Destiny, una canción y animación de flash, y múltiples álbumes musicales bajo el nombre Lemon Demon. Él también ha creado una serie de álbumes mashups bajo su propio nombre que desde entonces han conseguido un estatus de álbumes de culto.

## Primeros años de vida
Neil Stephen Cicierega nació en Bridgewater, Massachusetts, el 23 de agosto de 1986. Su padre era un programador, lo que significo que él estaba rodeado de computadoras mientras crecía. Tiene un hermano y dos hermanas. Su hermana, Emmy, creció para convertirse en una artista de storyboards para series animadas tales como Gravity Falls, La casa búho, y el reboot de Pato aventuras. A una edad joven, Cicierega empezó a usar un programa simple para crear juegos para principiantes, y empezó a crear música digitalmente para incluirla en estos; pronto empezó a compartir su música en línea por medio de MP3.com bajo el nombre Trapezoid, el cual tuvo que cambiar al anagrama "Deporitaz" por otra banda que ya se llamaba Trapezoid. También empezó a componer fragmentos de música MIDI que fueron referenciados en sus trabajos posteriores.

## Carrera

### Animutations
Cicierega fue conocido por primera vez por una serie de animaciones de Flash surrealistas las cuales él llamó "Animutations". Las animutaciones muestran escenas arbitrarias sin sentido e imágenes de la cultura pop, típicamente acompañadas con música de novedad o extranjera, usualmente de la versión Japonesa de Pokémon.

### Potter Puppet Pals
Potter Puppet pals es una serie de comedia que parodia la serie de libros Harry Potter. Se originó como un par de animaciones de flash en Newgrounds en 2003, y después retornó en la forma de series de espectáculos con títeres publicadas en Youtube y en PotterPuppetPals.com, empezando en 2006. Los personajes centrales de la serie de Harry Potter son mostrados simplementes por marionetas. El video más famoso de Potter Puppet Pals, The mysterious Ticking Noise, ahora mismo tiene sobre 201 millones de vistas (desde abril del 2023). Cicierega ha mostrado sus espectáculos con marionetas en vivo en eventos temáticos de Harry Potter

### Lemon Demon

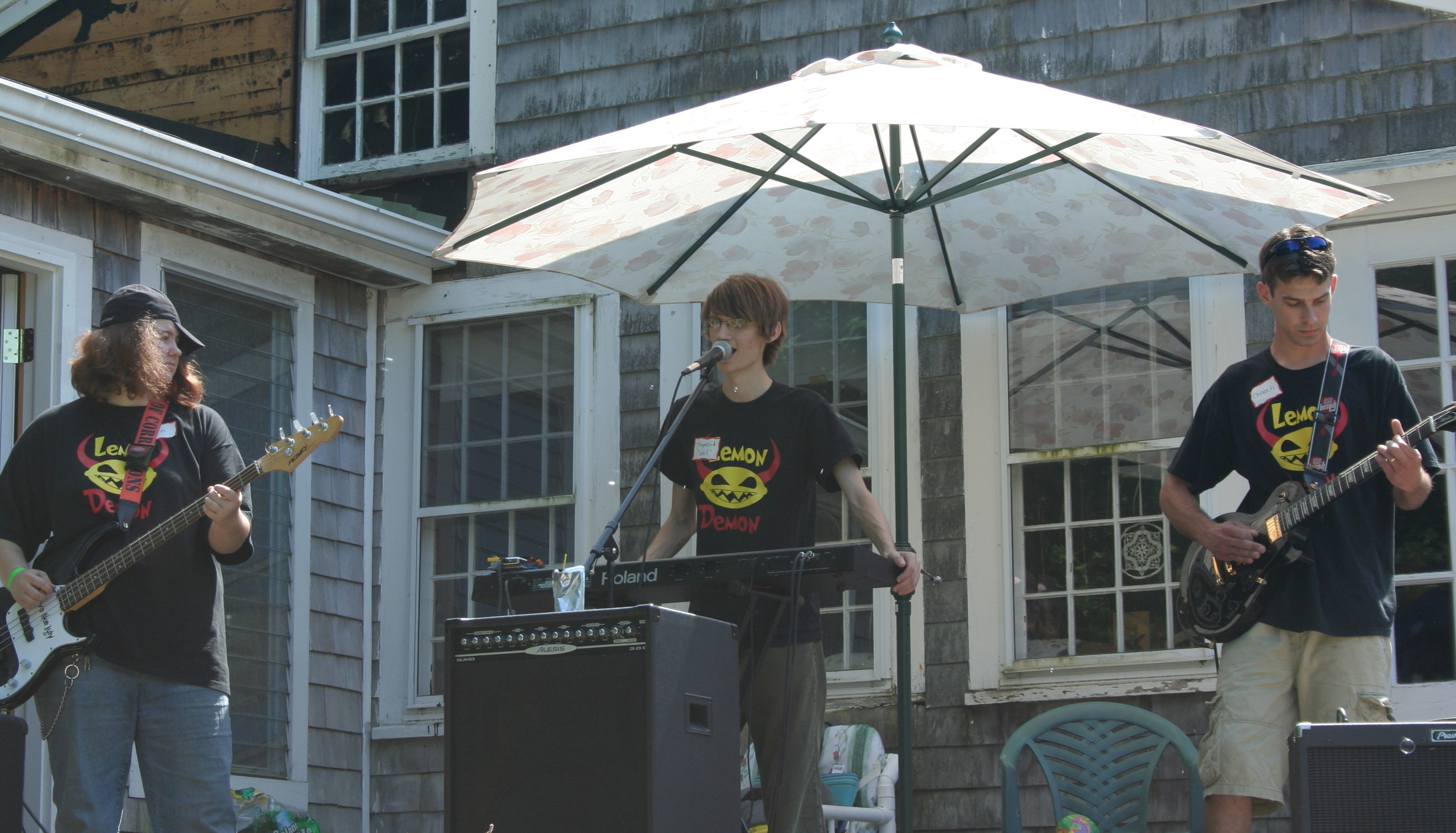
Lemon Demon presentando en 2006

Desde 2003, Cicierega ha lanzado 10 álbumes de larga duración bajo su proyecto musical Lemon Demon. En 2005, él y el animador Shawn Vulliez publicaron un video animado en Flash llamado "The Ultimate Showdown of Ultimate Destiny" en Newgrounds. La canción fue posteriormente incluida en el álbum del 2006 Dinosaurchestra. Una versión actualizada en la canción fue publicada en la Rock Band Network en 2010.
En abril del 2009, Cicierega publicó sus primeros cuatro álbumes como descargas gratuitas en su sitio "neilcic.com"; sin embargo, ahora están actualmente para descarga en "lemondemon.com".
En enero del 2016, Cicierega anuncio Spirit Phone, un álbum de Lemon Demon de duración completa publicado el 29 de febrero de 2016. El 10 de julio del 2018, se anunció que copias del álbum en CD, cintas de casete y en vinilo serían vendidas por Needlejuice Records, quien después distribuiría versiones remasterizadas del EP de Navidad de Lemon Demon I Am Become Christmas, y también de Nature Tapes, View-Monster, Damn Skippy, Hip to the Javabean y Dinosaurchestra.

### Los álbumes mashupsMouth

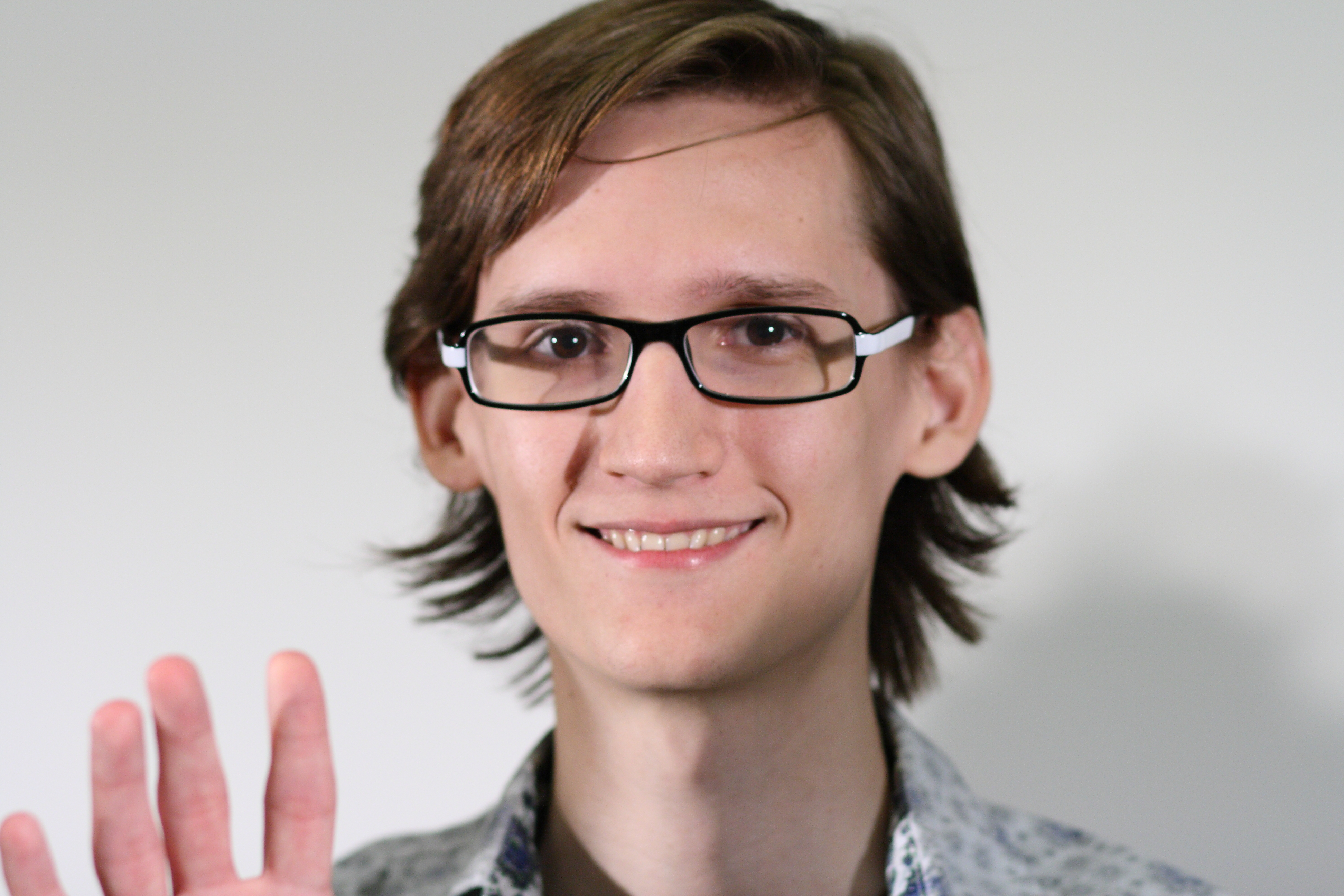
Cicierega en 2010

Cicierega también ha creado álbumes mashups bajo su propio nombre. Publicó dos álbumes mashups, Mouth Sounds y Mouth Silence, como descargas gratuitas en 2014, y un tercero, Mouth Moods, en 2017. Un cuarto álbum, Mouth dreams, fue publicado el 30 de septiembre de 2020. Todos los cuatro álbumes están unidos por su uso de "All star" de Smash Mouth el cual aparece frecuentemente por todo Sounds y Moods, y aparece a través de huevos de Pascua y referencias en Silencio. En Mouth Dreams, "All star" solo hace una aparición en la canción "Mouth Dreams (Extro)", en donde una versión editada y gravemente distorsionada de los líricos puede ser escuchada.

### Gravity Falls
Cicierega fue comisionado para crear un número de canciones para la serie de televisión Gravity Falls: un número musical para el personaje Bill Cipher titulada "It's gonna get weird", la cual fue descartada. Otra canción era "Goat and a Pig" (Una parodia de "This Will Be" de Natalie Cole), la cual apareció en los créditos del final del episodio 'Cupido' También creó dos canciones diferentes para la intro, una con vocales y una sin vocales, ambas no fueron utilizadas. Cicierega reutilizo estas canciones en su álbum 'Spirit Phone', una de ellas siendo llamada 'Gravitron' sin alteraciones, y otra convirtiéndose en un remix llamado 'Moon's Request'.

### Otros proyectos
El 3 de octubre de 2002, Cicierega lanzó su primer juego de aventuras point-and-click Satan Quest.
En octubre del 2012, Cicierega creó el oscuramente satírico "Windows 95 Tips, Tricks and Tweaks" blog, ubicado en windows95tips.com. Por lo que describe el blog, Windows 95 es una presencia malvada enfocada en dominar la humanidad. La mayoría de los posteos son mensajes de errores falsos, con mensajes como "Windows necesita un mechón de tu cabello para continuar," pero presentado en el estilo gráfico exacto de Windows 95. El blog a recibido atención favorable de parte de la prensa.
El 26 de febrero del 2015 anunció otro juego, Icon Architect 1.0, con temas similares a su blog "Windows 95 Tips, Tricks and Tweaks". El 5 de febrero del 2018, publicó Monster Breeder, el cual es un juego de simulación por texto centrado alrededor de coleccionar monstruos y reproducirlos hasta convertirlos en amalgamaciones para vender.
En febrero del 2019, Cicierega creó Endless Jeopardy, una cuenta de Twitter que automáticamente postea una línea de Jeopardy! generada por un bot cada hora y le da puntos a las respuestas con más me gusta cada 15 minutos. En marzo del 2019, creó "Bot Pops" (@BotPops), una cuenta de Twitter que escribe los inicios de bromas de palitos de helado, y los termina con una de las bromas de las respuestas. En abril del 2019, creó "4:3" (FullscreenDream), una cuenta de Twitter que aleatoriamente hace crea GIFs de comerciales viejos y cortos de CGI.

## Vida personal
El 8 de agosto de 2015, Cicierega se casó con la ilustradora y artista de cómics Ming Doyle, con quien vive en Somerville, Massachusetts. Su hija nació en marzo del 2018.

## Discografía

### Como Deporitaz/Trapezoid
- Outsmart (2000)
- Microwave This CD (2001)
- OC ReMix: Monkey Island 2: LeChuck's Revenge "Monkey Brain Soup for the Soul" (2002)[25][26]
- Dimes (2002)
- Circa 2000 (2007)
- The Count Censored (2007)[27]

### Lemon Demon
- Clown Circus (2003)
- Live from the Haunted Candle Shop (2003)
- Hip to the Javabean (2004)
- Damn Skippy (2005)
- Dinosaurchestra (2006)
- View-Monster (2008)
- Almanac 2009 (2009)
- Live (Only Not) (2011)
- I Am Become Christmas EP (2012)
- Nature Tapes EP (2014)
- Spirit Phone (2016)

### Neil Cicierega
- Mouth sounds (2014)
- Mouth Silence (2014)
- Mouth Moods (2017)
- Not for Resale: A Video Game Store Documentary OST (2020)[28]
- Mouth Dreams (2020)